# Mariusz Dziubek
Mariusz Mateusz Dziubek (ur. 22 stycznia 1978 w Sławnie) – polski dyrygent, aranżer, kompozytor, producent. Doktor sztuk muzycznych. Podpułkownik rezerwy Wojska Polskiego.

## Życiorys
Po szkole podstawowej w latach 1992–1997 uczył się/służył w Wojskowym Liceum Muzycznym w Gdańsku. W tym czasie ukończył szkołę muzyczną II stopnia, szkołę chorążych i zdał maturę. Po zdobyciu świadectwa dojrzałości rozpoczął służbę w Orkiestrze Reprezentacyjnej Śląskiego Okręgu Wojskowego we Wrocławiu na stanowisku muzyka oraz tamburmajora w stopniu młodszego chorążego. W tym czasie studiował dyrygenturę symfoniczno-operową na Uniwersytecie Muzycznym Fryderyka Chopina w Warszawie, gdzie w 2003 roku uzyskał tytuł magistra. W tym samym roku ukończył też kurs oficerski w Wyższej Szkole Oficerskiej Wojsk Lądowych. Awansował do stopnia podporucznika i objął funkcję zastępcy dowódcy-kapelmistrza (II dyrygenta) w Orkiestrze Reprezentacyjnej Śląskiego Okręgu Wojskowego.

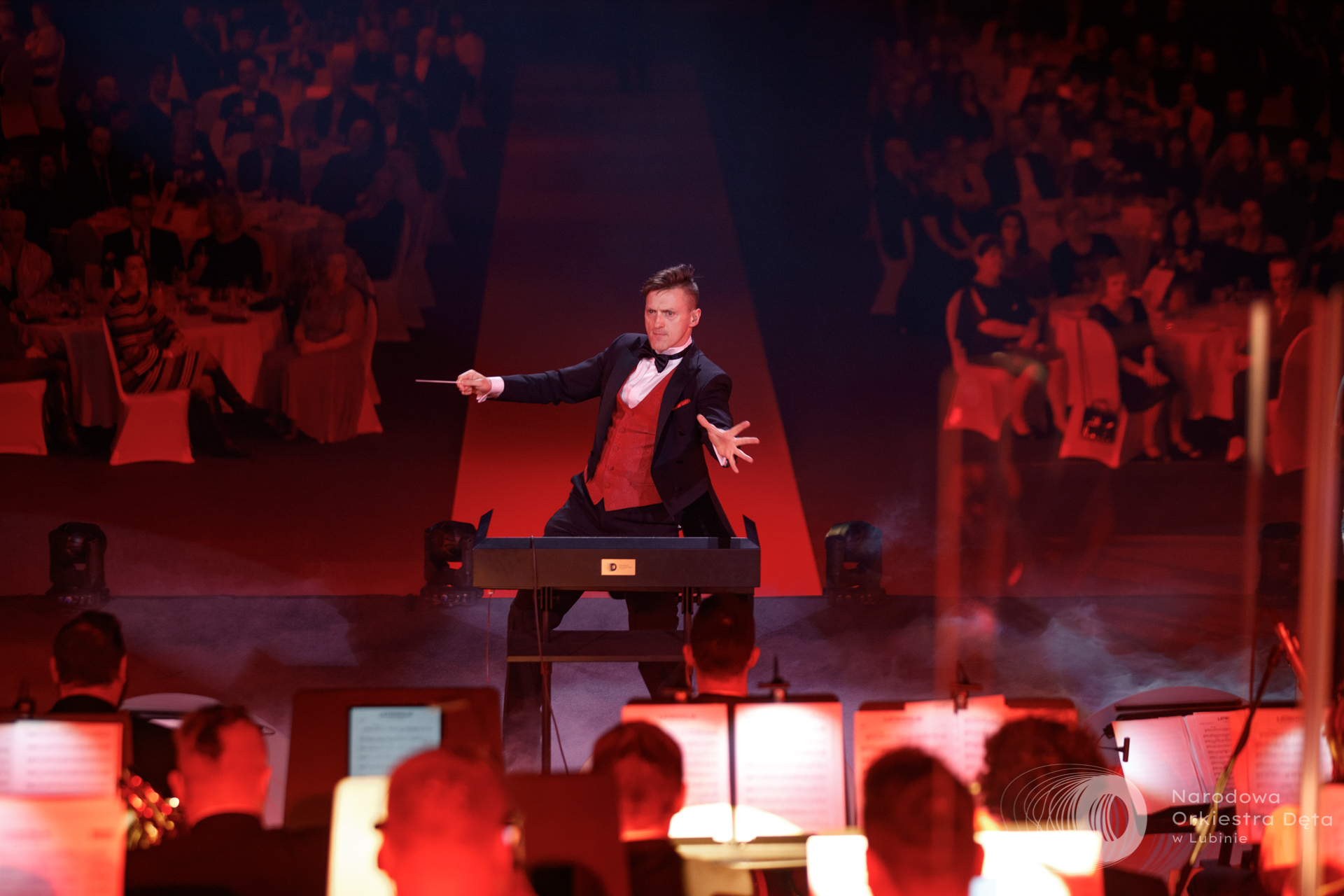
Mariusz Dziubek (2020)

W 2004 roku ukończył studia podyplomowe z zarządzania placówkami oświatowymi i kulturalnymi na Akademii Muzycznej im. Karola Lipińskiego we Wrocławiu. Rok później w Dolnośląskiej Wyższej Szkole Służb Publicznych „Asesor” we Wrocławiu zdobył świadectwo ukończenia studiów podyplomowych w zakresie przedsiębiorczości i administracji w kulturze. W 2007 roku ukończył studia podyplomowe na Akademii Muzycznej im. Stanisława Moniuszki w Gdańsku, kierunek: dyrygentura orkiestr dętych.
W 2008 roku reprezentował Wojsko Polskie podczas Światowego Festiwalu Orkiestr Wojskowych w Montrealu (w prowincji Quebec) w Kanadzie. Rok później otrzymał list gratulacyjny od Prezydenta RP Lecha Kaczyńskiego w związku z nagraniem płyty „…bo wolność krzyżami się mierzy…” wspólnie z Chórem Prawosławnym WP na zamówienie Kancelarii Prezydenta RP. W 2009 roku nagrał też płytę 10 współczesnych marszów wojskowych. Kolejną płytę Święta Pokoju i Pokój Świąt nagrał w 2011 roku. Poprowadził wówczas koncert świąteczny dla Ministra Obrony Narodowej. 
W tym samym roku założył we Wrocławiu swój własny autorski projekt o nazwie Dziubek Band, czyli big-band łączący brzmienia w stylach pop, funky, jazz, disco, dubstep. Wraz z muzykami grającymi na trąbkach, puzonach, saksofonach, gitarach, instrumentach klawiszowych i perkusyjnych tworzy energiczne, mocne brzmienia. 
W 2012 roku odpowiadał za przygotowanie i brał udział w warsztatach dyrygenckich dla kapelmistrzów orkiestr WP. Zagrał też koncert Księżniczka Czardasza wraz z Orkiestrą Kameralną w Sali Koncertowej Radia Wrocław. Od 2012 roku prowadził Orkiestrę Dętą – Zespół Instrumentów Dętych w Akademii Muzycznej im. Karola Lipińskiego we Wrocławiu. Rok później awansował do korpusu oficerów starszych, uzyskał stopień majora i został dowódcą-kapelmistrzem Orkiestry Reprezentacyjnej Wojsk Lądowych. 
W 2014 roku prowadził koncerty Akademickiej Orkiestry Dętej w Akademii Muzycznej we Wrocławiu. Wystąpił też jako Dziubek Band w IV edycji muzycznego talent show Must Be the Music. Tylko muzyka oraz VII edycji Mam talent!.
W 2015 roku poprowadził koncert w Filharmonii Narodowej dla Dowództwa Garnizonu Warszawa. Wzięły w nim udział najwyższe władze państwowe. Współorganizował i brał udział w Festiwalu Orkiestr Wojskowych w Warszawie pod patronatem Ministra Obrony Narodowej. Otrzymał też nagrodę dyrektora Departamentu Komunikacji Społecznej MON za nowatorskie aranżacje na orkiestrę dętą.  
Równolegle z rozwojem kariery muzycznej i wojskowej wstąpił też na ścieżkę naukową. W 2014 roku otworzył przewód doktorski na Akademii Muzycznej im. Feliksa Nowowiejskiego w Bydgoszczy w dziedzinie sztuk muzycznych (dyscyplina artystyczna: dyrygentura) pod kierunkiem prof. zw. dr hab. Elżbiety Wiesztordt-Sulecińskiej. Tytuł doktora sztuk muzycznych obronił w 2016 roku.  
Współtworzył widowisko „Przebudzenie” na ceremonię otwarcia Europejskiej Stolicy Kultury 2016 z udziałem ponad 200 muzyków orkiestr dętych z całej Polski. Jest autorem instrumentacji kompozycji, która została wykonana z tej okazji.
W 2018 awansował na stopień podpułkownika i rozpoczął służbę w kierownictwie Reprezentacyjnego Zespołu Artystycznego Wojska Polskiego.  
Był dyrektorem Narodowej Orkiestry Dętej w Lubinie.

## Nagrody i wyróżnienia
- Nagroda Ministra Obrony Narodowej za zdobycie pierwszego miejsca w kat. koncert w 42. Ogólnopolskim Konkursie Orkiestr Reprezentacyjnych WP, 2007
- Nagroda Dyrektora Departamentu Wychowania, Promocji i Obronności MON za zajęcie pierwszego miejsca w kat. koncert w 43. Ogólnopolskim Konkursie Orkiestr Reprezentacyjnych WP, 2008
- Statuetka „Husarz” za wybitne osiągnięcia w działalności kulturalno-oświatowej w resorcie obrony narodowej,  2009
- Statuetka „Rycerz Kultury” za wybitne osiągnięcia w działalności kulturalnej, 2011
- List gratulacyjny Dowódcy Wojsk Lądowych za zasługi w działalności artystycznej, 2012
- Kordzik Honorowy Sił Zbrojnych Rzeczypospolitej Polskiej za szczególne osiągnięcia w działalności artystycznej, 2013
- Medal Srebrny za Zasługi dla Obronności Kraju, 2014
- Odznaka Honorowa Wojsk Lądowych za szczególne osiągnięcia w działalności służbowej, 2016
- Medal Srebrny Siły Zbrojne w Służbie Ojczyzny, 2017
- Nominowany do wyróżnienia  „Osobowość Roku 2017” Gazety Wrocławskiej w kategorii Kultura.